# NIO ES8

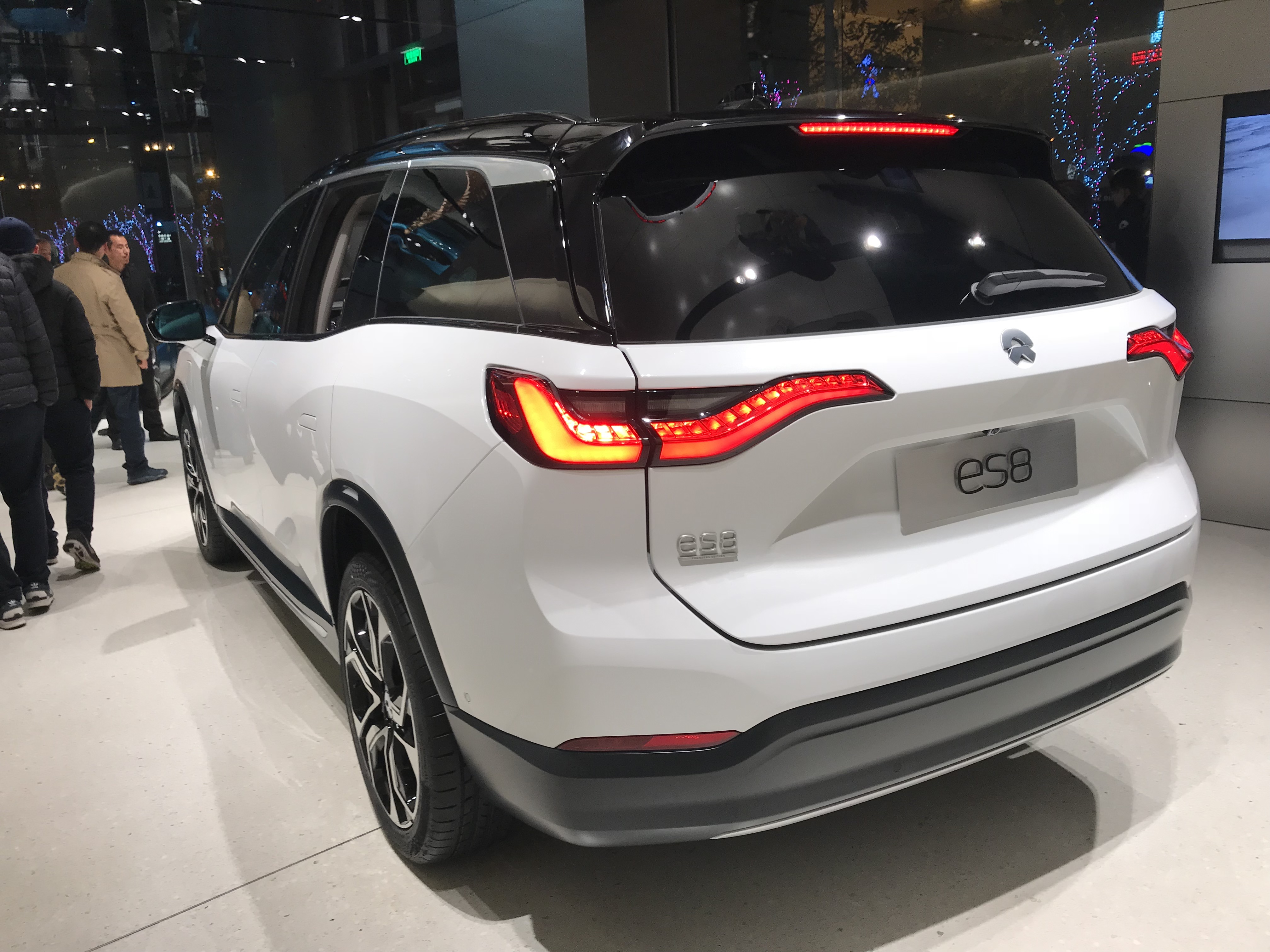
Nio ES8

El NIO ES8 es un automóvil eléctrico del tipo Vehículo todoterreno ligero (SUV) fabricado por NIO. Se comercializó para el mercado chino en junio de 2018. Tiene una batería de iones de litio de 70 kWh que le proporciona una autonomía NEDC de 355 km. La potencia total es de 480 kW (653 CV). El par máximo es de 840 N·m.
Acelera de 0 a 100 km/h en 4,4 segundos. La velocidad máxima es de 180 km/h.

## Desarrollo
NIO probó el vehículo cientos de miles de kilómetros en Yakeshi, Mongolia Interior, China.
Las entregas en el mercado chino comenzaron en junio de 2018. El precio base equivalente fue de 65 000 USD.
El coche fue desarrollado en colaboración con Tata Technologies. También colaboró con Bosch en el desarrollo de componentes para vehículos eléctricos.

## Especificaciones

### Carrocería
Es un vehículo SUV de 7 plazas con una longitud de 4978 mm y una batalla de 3010 mm. De serie dispone de tracción a las cuatro ruedas AWD y suspensión activa neumática.
La carrocería es de aluminio en su totalidad. Pesa 2460 kg.

### Batería y recarga
Dispone de un paquete de baterías de iones de litio de 70 kWh refrigerado por líquido. Está formado por baterías cuadradas con una vida de 2000 ciclos de recarga. Puede ser cambiado por otro en 3 minutos.
Una furgoneta de asistencia puede recargar la batería en 10 minutos lo suficiente para continuar circulando 100 km.
La autonomía NEDC es de 355 km.
Para 2020 NIO espera haber construido 1100 estaciones de intercambio de baterías y haber desplegado 1200 furgonetas de asistencia para la recarga.

### Prestaciones
Tiene dos motores eléctricos de 240 kW (326 CV) que suman 480 kW (653 CV). El par máximo es de 840 N·m.
Acelera de 0 a 100 km/h en 4,4 segundos. La velocidad máxima es de 180 km/h.
El coeficiente aerodinámico es de 0,29.

### Comodidad
Su sistema inteligente de calidad del aire incluye un filtro de carbón activado HEPA y un generador de iones negativos.
El sistema NIO PILOT dispone de 23 sensores, entre los que hay una cámara trifoco frontal, cuatro cámaras exteriores, 5 radares milimétricos, 12 sensores ultrasónicos y una cámara para monitorizar al conductor.
Dispone del asistente de inteligencia artificial NOMI que aprende de los gustos de los usuarios.